# Classe Serie 600
La classe Serie 600 est une série de classes de sous-marins construits pour la marine royale italienne durant l’entre-deux-guerres.

## Développement
La série 600 était constituée de sous-marins de haute mer, bien que désignés sous le nom de sous-marins de type côtier, construits pour servir en Méditerranée. Ils ont été construits pour se conformer aux traités maritimes conclus durant l'entre-deux-guerres lors des conférences de Washington de 1922 et de Londres de 1930 qui limitait les navires de guerre de chaque marine. Le sous-marin côtier a été limité à un déplacement en surface de 600 tonnes, bien que le nombre de ces navires pouvant être construits ne soit pas limité.
Au cours de cette période, l’Italie a été impliquée dans une rivalité avec la France en Méditerranée, menant à une course aux armements navals. Cela donna l'impulsion à un programme de construction soutenu qui conduisit l'Italie à avoir la deuxième plus grande flotte de sous-marins au monde après le déclenchement de la Seconde Guerre mondiale.
La série 600 italienne correspond à la série française 600, à la classe S britannique et au type VII allemand.
Les premiers sous-marins de la marine argentine, la classe Santa Fe, est dérivé de ces navires italiens.

## Caractéristiques générales
Les premiers sous-marins construits déplaçaient en surface 650 tonnes, contre 715 pour les derniers. Ils avaient un rayon d'action de 2 300 milles marins (4 260 km) à 14 nœuds (25,9 km/h) avec une vitesse en immersion de 7 à 8 nœuds (14,8 km/h). Leur armement était constitué de six tubes lance-torpilles (4 avant et 2 arrière) comprenant 10 à 12 torpilles. S'ajoutait un seul canon de 3,9 pouces / 100 mm et de quatre mitrailleuses Breda Modello 1931 de 13,2 mm. Ils étaient dirigés par des équipages de 44 à 48 hommes.

## Construction
Le prototype du Type 600 était la classe Argonauta, une sous-classe de sept sous-marins à coque simple, de conception Bernardis, construite en 1929. Quatre autres classes ont été commandées au cours des 13 prochaines années, pour un total de 49 sous-marins mis en service.
- Classe Argonauta : une classe de sept sous-marins, commandés en 1929 et achevés en 1932-1933. Ceux-ci ont tous servi pendant la Seconde Guerre mondiale et six ont été perdus.
- Classe Sirena : une classe de 12 sous-marins, commandés en 1931 et achevés en 1933-1934. Ceux-ci ont tous servi pendant la Seconde Guerre mondiale et 11 ont été perdus.
- Classe Perla : une classe de 10 sous-marins commandés en 1935 et achevés en 1936. Ceux-ci ont tous servi pendant la Seconde Guerre mondiale et 6 ont été perdus.
- Classe Adua : une classe de 17 sous-marins commandés en 1936 et achevés en 1937-1938. Ceux-ci ont tous servi pendant la Seconde Guerre mondiale et 13 ont été perdus.
- Classe Acciaio : une classe de 13 sous-marins commandés en 1940 et achevés en 1942. Ceux-ci ont tous servi pendant la Seconde Guerre mondiale et 11 ont été perdus.

Dans l’ensemble, malgré leurs lourdes pertes, les Type 600 se sont avérés être des bateaux performants. Ils montrèrent une bonne maniabilité, leur coque était bien conçue pour résister à la pression en profondeur et aux explosions dépassant leurs valeurs de test. Bien que plus petits que les sous-marins océaniques contemporains, tels que la classe Settembrini, la construction du 600 était moins chère, de sorte qu'il était possible d'en construire davantage pour les mêmes dépenses. Les 600 n'étaient pas nettement inférieurs en puissance de frappe ; six tubes lance-torpilles par rapport aux huit des Settembrini, embarquant le même nombre de torpilles (douze), ni en vitesse ; 14 nœuds en surface et 7,7 en immersion, comparés aux 17 et 8 nœuds des Settembrini. La portée du 600 était naturellement inférieure (5 000 milles marins, par rapport aux 9 000 des Settembrini), mais convenait parfaitement aux opérations dans les eaux méditerranéennes. Le succès de la série 600 conduisit au développement de la classe Flutto, un modèle de guerre adapté à une production rapide.

## Service de guerre
Les sous-marins de la série 600 ont servi avec la Regia Marina pendant la Seconde Guerre mondiale dans le cadre de nombreuses tâches et missions de première ligne, subissant de lourdes pertes. Au cours du conflit de 1940 à 1943, 48 des 59 bâtiments construits (80 %) ont été perdus.